# Diplazium wichurae
Diplazium wichurae là một loài dương xỉ trong họ Athyriaceae. Loài này được Mett. Diels mô tả khoa học đầu tiên năm 1899.